# Национальная библиотека Святых Кирилла и Мефодия
Национальная библиотека имени святых Кирилла и Мефодия (болг. Национална библиотека «Св. св. Кирил и Методий») — центральная научная библиотека Болгарии, находится в городе София.

## История
Библиотека имени святых Кирилла и Мефодия была основана 4 апреля 1878 года. Через три года библиотека получила статус национальной. В 1924 году к библиотеке был присоединен Архив болгарского национального возрождения.

## Специальные коллекции
Кроме основных фондов в библиотеке есть 11 специальных коллекций:
- Коллекция славянских рукописей и рукописей на иностранных языках
- Коллекция старинных, редких и драгоценных изданий
- Болгарская коллекция Исторического архива
- Коллекции Восточного отделения
- Коллекция карт и графики
- Официальная коллекция правительственных публикаций
- Музыкальная коллекция
- Архив болгарской литературы
- Коллекция иностранных книг и периодических изданий
- Справочная коллекция
- Специальная коллекция в области библиотечного дела

Благодаря развитию высоких технологий, некоторые экземпляры книг, часть из которых датируется 11 веком удалось оцифровать . Это, в свою очередь, позволяет ознакомиться с печатными памятниками самому широкому кругу посетителей. Оцифровкой документов в учреждении начали заниматься с 2013 года, был создан специальный департамент, оснащенный профессиональной техникой для сканирования. ЭларСкан А2.

## Рукописи, инкунабулы и архивы
В библиотеке хранятся славянские рукописи (более 1500), датируемые ΧΙ-ΧΙΧ веками.
Здесь также хранятся греческие рукописи и рукописи из Западной Европы (ок. 200) с ΙΧ к ΧΙΧ века.
Среди восточных рукописей (ок. 3100) следует выделить арабские (500) и персидские (150), датируемые ΧΙ-ΧΙΧ веками.
Коллекция восточных архивов и коллекция новых турецких архивов сочетают многочисленные архивы арабских и персидских документов. Обе коллекции имеют более 500 000 документов и 714 реестров.
Большую ценность представляют 30000 старопечатных книг на старославянском, болгарском и других языках.
Отдельно сохраняется коллекция из 2000 восточных старопечатных томов на арабском, персидском и турецком языке.
Болгарский исторический архив содержит более 1,5 млн документов и более 700 отдельных архивов выдающихся деятелей Болгарии.
Коллекция портретов и фотографий насчитывает 80000 исторических изображений.